# Portrait of Imogen

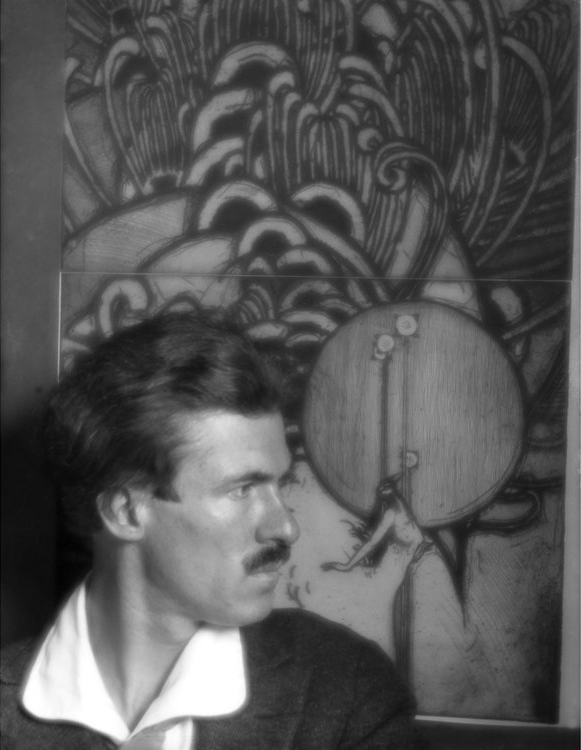
Porträtfoto von Imogen Cunninghams Ehemann Roi Partridge, eines ihrer im Film gezeigten Werke

Portrait of Imogen ist ein US-amerikanischer Kurz-Dokumentarfilm von Meg Partridge aus dem Jahr 1988. Er zeigt Werke der Fotografin Imogen Cunningham.

## Inhalt
Die Dokumentation beginnt mit Fotos, die Imogen Cunningham als junge Frau zeigen, und endet mit Porträts aus ihren späten Jahren. Dazwischen zeigt der Film über 250 von Cunningham aufgenommene Schwarz-Weiß-Fotografien. Die Bilder sind unterlegt mit Audio-Kommentaren, in denen Cunningham unter anderem über stilistische Eigenheiten des jeweiligen Fotos, Schwierigkeiten bei der Aufnahme oder Einordnung in ihr Gesamtwerk spricht. Wiederkehrende gezeigte Motive sind Familienangehörige, Porträts sowohl bekannter Persönlichkeiten wie Spencer Tracy als auch anonymer Menschen, außerdem Pflanzen, Akte und Studien von Händen. Neben Bemerkungen zu den Fotos erzählt Cunningham über ihr Leben und äußert ihre Ansichten zu verschiedenen Themen.

## Hintergrund
Meg Partridge, Regisseurin und Co-Produzentin von Portrait of Imogen ist eine Enkelin von Imogen Cunningham. Die Dokumentation über ihre Großmutter war ihre erste Regiearbeit. Ihr Vater, der Fotograf Rondal Partridge (1917–2015), nahm 1970/1971 Gespräche zwischen sich und seiner Mutter auf, die zur Grundlage des Films wurden.
Während Meg Partridge Kinematographie an der San Francisco State University lehrte, war die vier Jahre jüngere Nancy Hale eine ihrer Studentinnen. Sie lernten sich näher kennen und Hale wurde Co-Produzentin bei dem Filmprojekt Portrait of Imogen. Sie wurden unterstützt von einer kleinen Crew, die unentgeltlich mitarbeitete. Die Produktionskosten betrugen 19.000 US-Dollar, welche Partridge einbrachte.
Der Film wurde von Pacific Pictures produziert, einem in Valley Ford, Kalifornien, ansässigen Unternehmen. 1987 war er fertiggestellt und hatte seine Premiere 1988 auf dem National Educational Film and Video Festival. Er erschien auf VHS und als DVD-Video.
1995 produzierten Hale, Meg Partridge und deren Schwester Elizabeth Partridge eine weitere Dokumentation über die Fotografin Dorothea Lange (Dorothea Lange: A Visual Life). Lange war die Patentante von Meg Partridge. Auch über ihren Vater drehten die Partridge-Schwestern 2003 einen Film (Outta My Light!: Photographer Rondal Partridge).
2021/2022 war Portrait of Imogen Teil einer Imogen-Cunningham-Retrospektive im Seattle Art Museum.

## Auszeichnungen
Bei der Oscarverleihung 1989 brachte Portrait of Imogen Nancy Hale und Meg Partridge eine Nominierung für den Oscar in der Kategorie Bester Dokumentar-Kurzfilm ein. Der Film erhielt 1988 außerdem den „Gold Plaque“-Award auf dem Chicago International Film Festival, den CINE Golden Eagle, den Crystal Apple Award auf dem National Educational Film & Video Festival und den Sinking Creek Film Festival Award.